# Irmãs da Santa Face

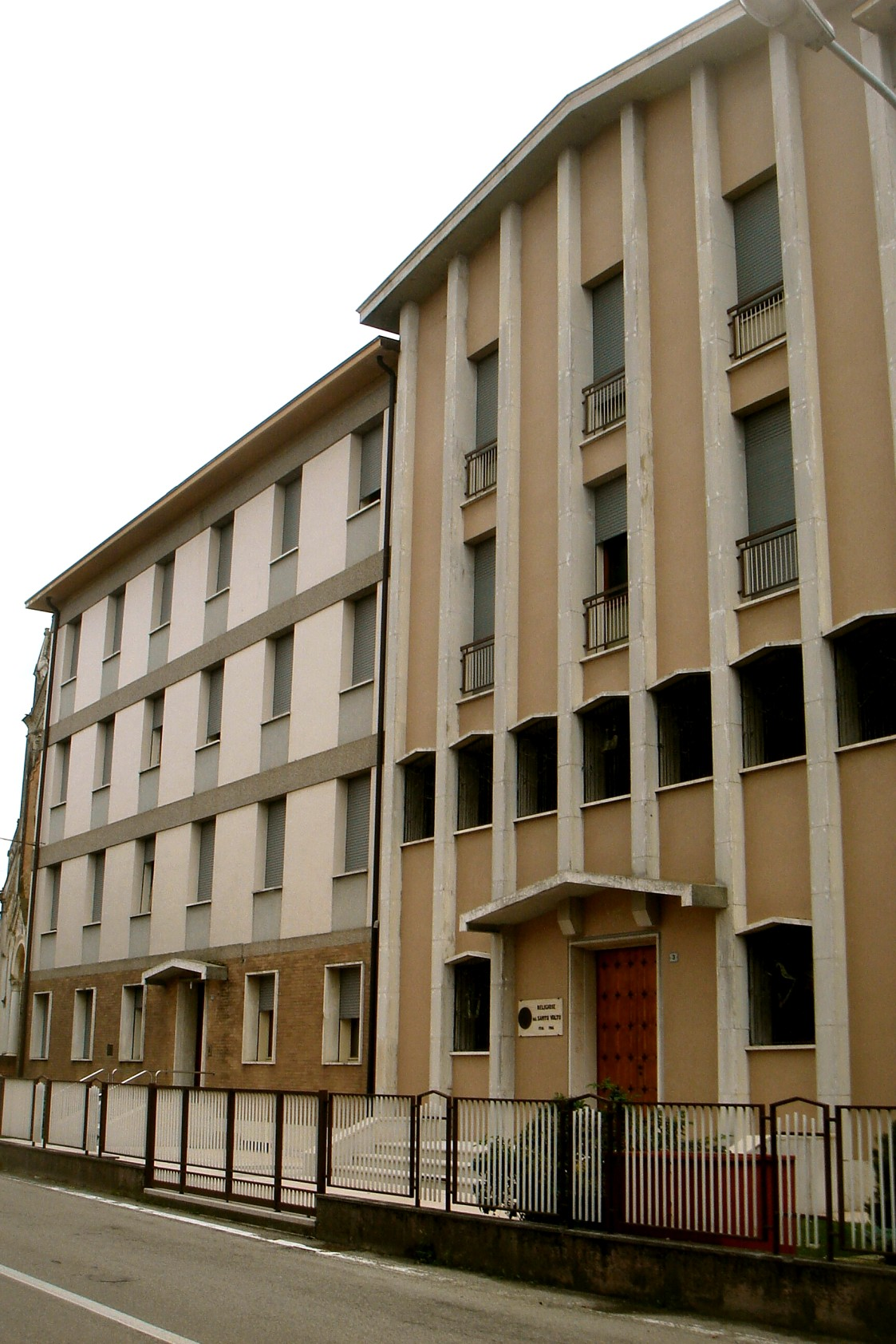
Sede das Irmãs, Instituto Santa Face em San Fior, Itália.

As Irmãs da Santa Face (Sororum a Sancto Vultu) é uma organização religiosa católica romana para mulheres. Os membros da ordem usam a abreviatura SSV após seus nomes.
A ordem foi fundada em San Fior, em Treviso, Itália, em 1930, pela Beata Maria Pia Mastena (1881-1951). Foi inicialmente aprovado pelo Bispo de Vittorio Veneto em 8 de dezembro de 1936 e pela Congregação de Direito Pontifício em 10 de dezembro de 1947.
A ordem tem 22 casas, incluindo algumas no Brasil e na Indonésia.